# Kamomil říční
Kamomil říční (Ancylus fluviatilis) je malý plicnatý plž žijící ve sladkovodních, okysličených, rychle tekoucích vodách Evropy, severní Afriky a střední i západní Asie. Hojný je i v Česku, kde jsou společně s člunicí jezerní jedinými původními zástupci plicnatých a také jedinými původními plži s ulitou bez závitů.

## Popis

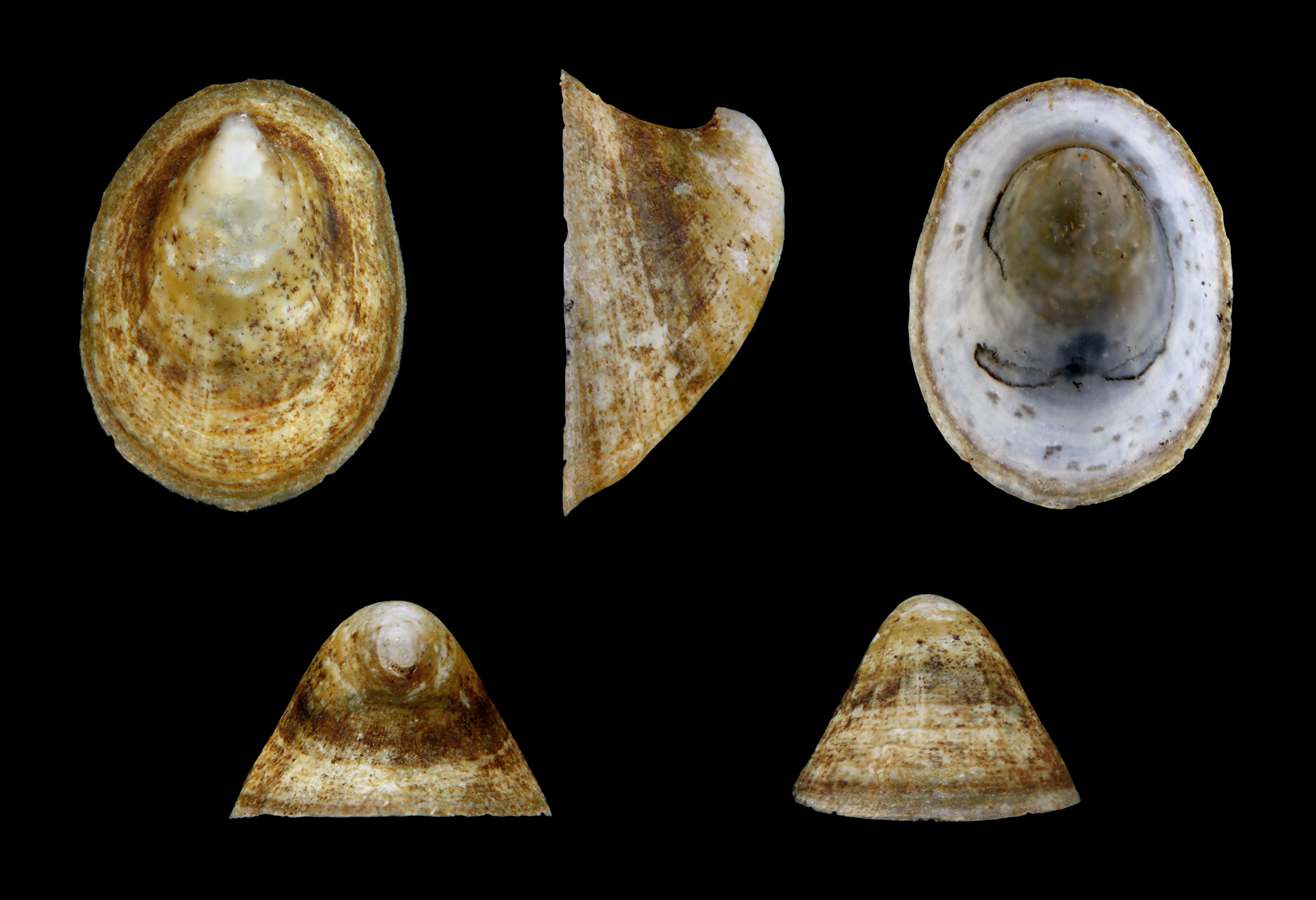
Ulita kamomila říčního z různých stran

Plž má vysokou těnkostěnnou, matnou, téměř průsvitnou ulitu bez závitů. Ulita má kápovitý tvar o délce 4,5–9 mm, šířce 3,4–6,8 mm a výšce 1,8–4 mm. Vrchol ulity je tupý a jemně pootočený doprava se špičkou na vrcholu, ve které se nachází mělká jamka, ze které vybíhají radiální rýhy. Ústí je vejčitého tvaru, má tři pysky. Obústí je rovné. Zbarvení ulity je rudohnědé, hnědé, žlutavé a někdy až šedobílé. Jak už je patrné z vysoké variability rozměrů a barev, charakteristiky ulity jsou značně proměnlivé a mohou se významně lišit v závislosti na lokalitě i jedinci.
Tvar těla plže opisuje tvar ulity, se kterou je tělo spojeno svalem. Hlavním motorickým svalem je mohutná svalnatá noha, která umožňuje kamomilovi pevné, těsné přisátí k povrchu, takže je jeho měkké tělo chráněno proti vnějším faktorům jako je nepříznivé počasí či predátoři. Plíce jsou nahrazeny plášťovými přívěsky v plášťové dutině umístěné mezi svalnatou nohou a pláštěm.

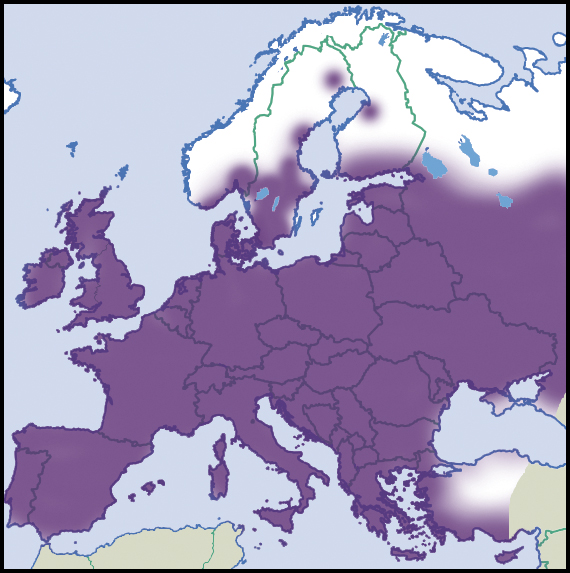
Mapa rozšíření v Evropě

## Biologie
Kamomil říční je hermafrodit bez možnosti samooplození. Má většinou jednoroční životní cyklus – vajíčka jsou kladena na jaře, narození jedinci intenzivně rostou přes léto a na podzim, načež se růst na zimu zpomalí. Na jaře znovu rychle rostou, načež dojde k nakladení vajíček a uhynutí dospělého jedince. V některých severských zemích mohou mít kamomilové dvouroční životní cyklus. Vajíčka bývají kladena do kruhovitých kokonů. V jedné snůšce bývá cca 3–5 vajíček, přičemž kamomil snáší cca 3–9 snůšek. Živí se nánosy na kamenech (periphytonem) Pojídá např. rozsivky (Diatomeae) a zelené řasy (Chlorophyta), které kamomilům pomáhají v žaludku rozmělňovat zrníčka písku.

## Rozšíření
Obývá rychle tekoucí sladkovodní řeky a říčky s dobře okysličenou vodou a kamenitým dnem. Vyskytuje se na většině území Evropy (s výjimkou severu Skandinávie), severní Afriky a západní a střední Asie.
V Česku býval dříve velmi hojný, avšak v důsledku znečištění vod populace kamomilů poklesla. Stále se však vyskytuje na většině území v relativně velkých, byť pokleslých počtech.